# ピグカッソ
ピグカッソ（Pigcasso、2016年 - 2024年）は、南アフリカの農場から救出された豚で、絵を描くことができるという特技を持っている。彼女は、世界で初めて自分のアート展を開催した非人間のアーティストとして知られている。彼女の作品は抽象表現主義的で、色とりどりの絵の具をキャンバスに塗りつけている。彼女は自分の鼻先にビートルートインクをつけてキャンバスに触れることで、作品にサインもしている。

## 経歴
ピグカッソは2016年4月に南アフリカのウィネランズ地方の工業化された豚農場で生まれた。彼女は2016年5月にジョアン・レフソンによって救出され、フランスホークにあるレフソンが同年に設立した非営利団体「Farm Sanctuary SA」に連れて行かれた。レフソンは、ピグカッソが自分の小屋で絵筆以外のものはすべて食べたり壊したりすることに気づき、彼女の絵画への興味を育てることにした。ポジティブ・リインフォースメント（強化）の手法を用いて、レフソンはすぐにピグカッソに絵筆を使って自分の前に置かれたイーゼルに紙に絵の具を塗ることを教えた。絵筆を違う色につけることで、ピグカッソはカラフルな抽象画を描くようになった。レフソンはその作品を売って農場保護団体の資金集めをするようになった。ピグカッソの作品はすべて、彼女が自分の鼻先にビートルートインクをつけてキャンバスに触れることでサインしている。
ピグカッソとレフソンは、2018年にケープタウンのヴィクトリア＆アルフレッド・ウォーターフロントで開催された「Oink!」という展覧会で、非人間と人間が共同で開催した最初のアート展となった。Pigcassoの作品は抽象表現主義的と見なされており、世界中のコレクターから何百万ランドもの値段で販売されている。彼女の有名な作品には、「Peacock」、「Snowman」、「Mouse」などがあり、それぞれ2021年に5000ドルで売られた。また、2021年にスペインの買い手から2350ポンドで買われたハリー王子とメーガン妃の絵も、王室関係者を題材としたことで世界的な注目を集めた。2021年12月13日には、動物が描いた作品としては最高額となる2万ポンド（約300万円）で作品を売り上げた。その作品は「Wild and Free」というタイトルで、1.6 x 2.6メートルのキャンバスであり、ドイツのアートコレクターであるペーター・エッサーが購入した。これは、動物が描いた作品としては過去最高額であり、アメリカのコレクターであるハワード・ホンが購入したチンパンジーのコンゴが描いた作品の1万4000ポンドを上回った。
ピグカッソとレフソンのコラボレーションは、動物の創造性や芸術の定義について議論を呼び起こすとともに、世界中の養豚場での動物の生活環境にも注目を集めている。レフソンは、動物の福祉や環境に対する動物農業の破壊的な影響について一般に教育し、より優しく持続可能な世界を目指すことを目的としていると述べている。
2024年3月6日に死去が判明。8歳没。

## コラボレーション
ピグカッソは、時計メーカーのスウォッチから2019年の限定版「Flying Pig」ウォッチのデザインを依頼されたことで、非人間のアーティストとして初めて商業製品に関与した。このウォッチは、Pigcassoが描いた絵を文字盤に使用し、彼女の鼻先でサインしたものを裏蓋に使用している。このウォッチは世界中で発売され、売り上げの一部はFarm Sanctuary SAに寄付された。